# Cargreen
Cargreen – wieś w Anglii, w Kornwalii. Leży 102 km na wschód od miasta Penzance i 310 km na południowy zachód od Londynu.